# Филін (Даниловський район)
Филін (рос. Филин) — хутір у Даниловському районі Волгоградської області Російської Федерації.
Населення становить 63 особи. Входить до складу муніципального утворення Островське сільське поселення.

## Історія
Хутір розташований у межах українського історичного та культурного регіону Жовтий Клин.
Згідно із законом від 22 грудня 2004 року № 1058-ОД органом місцевого самоврядування є Островське сільське поселення.

## Населення
| 2010 |
| ---- |
| 63   |